# Biblioteca Maria Barbal
La Biblioteca Maria Barbal és una obra noucentista de Tremp (Pallars Jussà) protegida com a Bé Cultural d'Interès Local.

## Descripció
Edifici entre mitgeres i emplaçat al carrer Lleida. Es tracta d'una construcció de tres altures, planta baixa, pis i golfes, d'un estil marcadament noucentista. La composició de la façana és totalment simètrica inspirant-se en els temples clàssics. La planta baixa presenta la part inferior del parament a mode de pòdium, pilastres adossades divideixen en tres eixos la façana que culmina amb un entaulament i un frontó triangular amb un òcul en l'interior. Es rellevant el conjunt de les finestres de les dues plantes que, sumades, conformen arcs de mig punt dividits per plafons horitzontals.

## Història
El Casal Cultural Catòlic començà la seva activitat com ateneu cultural al 1939.